# Raymond Gunemba
Raymond Gunemba (* 4. Juni 1986 in Lae) ist ein papua-neuguineischer Fußballspieler, der die Position des Stürmers einnimmt. Er spielt derzeit für den neuseeländischen Erstligisten Hamilton Wanderers AFC. Bei der Fußball-Ozeanienmeisterschaft 2016 im eigenen Land erzielte Gunemba fünf Tore und wurde damit Torschützenkönig des Turniers.

## Karriere
Gunemba begann im Jahr 2007 seine Karriere beim papua-neuguineischen Erstligisten Morobe Kumuls (heute Gigira Laitepo United FC) aus Lae. Mit ihnen erreichte er in den Championship Playoffs den dritten Platz. Die nächsten beiden Spielzeiten lief er für die Rapatona Tigers aus der Hauptstadt Port Moresby auf und wurde dort in der Saison 2009/10 ebenfalls Dritter in den Championship Playoffs. Im Jahr 2011 wechselte er zum Rekordmeister Hekari United, mit denen er drei Jahre in Folge papua-neuguineischer Meister wurde. Zwischen 2014 und 2016 lief er für die Lae City Dwellers auf und konnte mit ihnen zweimal Meister werden. Nach der papua-neuguineischen Saison 2016 nahm er ein Angebot aus Neuseeland an und wechselte zu den Hamilton Wanderers. Hier konnte er in 13 Ligaspielen fünf Tore und zwei Torvorlagen erzielen. Für die Gruppenspiele im März der OFC Champions League 2017 spielte er Leihweise wieder für die Lae City Dwellers, schoss zwei Tore und erreichte mit dem Verein den dritten Platz in Gruppe C.
Mit 25 Jahren debütierte Gunemba 2012 unter dem ehemaligen Trainer Frank Farina für die Papua-neuguineische Fußballnationalmannschaft bei der 0:1-Niederlage im WM-Qualifikationsspiel gegen die Salomonen. Sein erstes Länderspieltor erzielte er bei einer 1:2-Niederlage im Freundschaftsspiel gegen Singapur am 6. September 2014. Sein erfolgreichstes Spiel für sein Land absolvierte Gunemba bei der Qualifikation zur Weltmeisterschaft 2018 gegen Samoa am 5. Juni 2016, in dem er beim 8:0-Sieg drei Tore selber schoss und zwei vorbereitete.

## Erfolge
Papua-neuguineische Nationalmannschaft
- Zweiter Platz bei der Ozeanienmeisterschaft: 2016
- Torschützenkönig bei der Ozeanienmeisterschaft: 2016

Hekari United
- Papua-neuguineischer Meister: 2011/12, 2013, 2014

Lae City Dwellers
- Papua-neuguineischer Meister: 2015, 2015/16